# Cohors I Raetorum (Raetia)

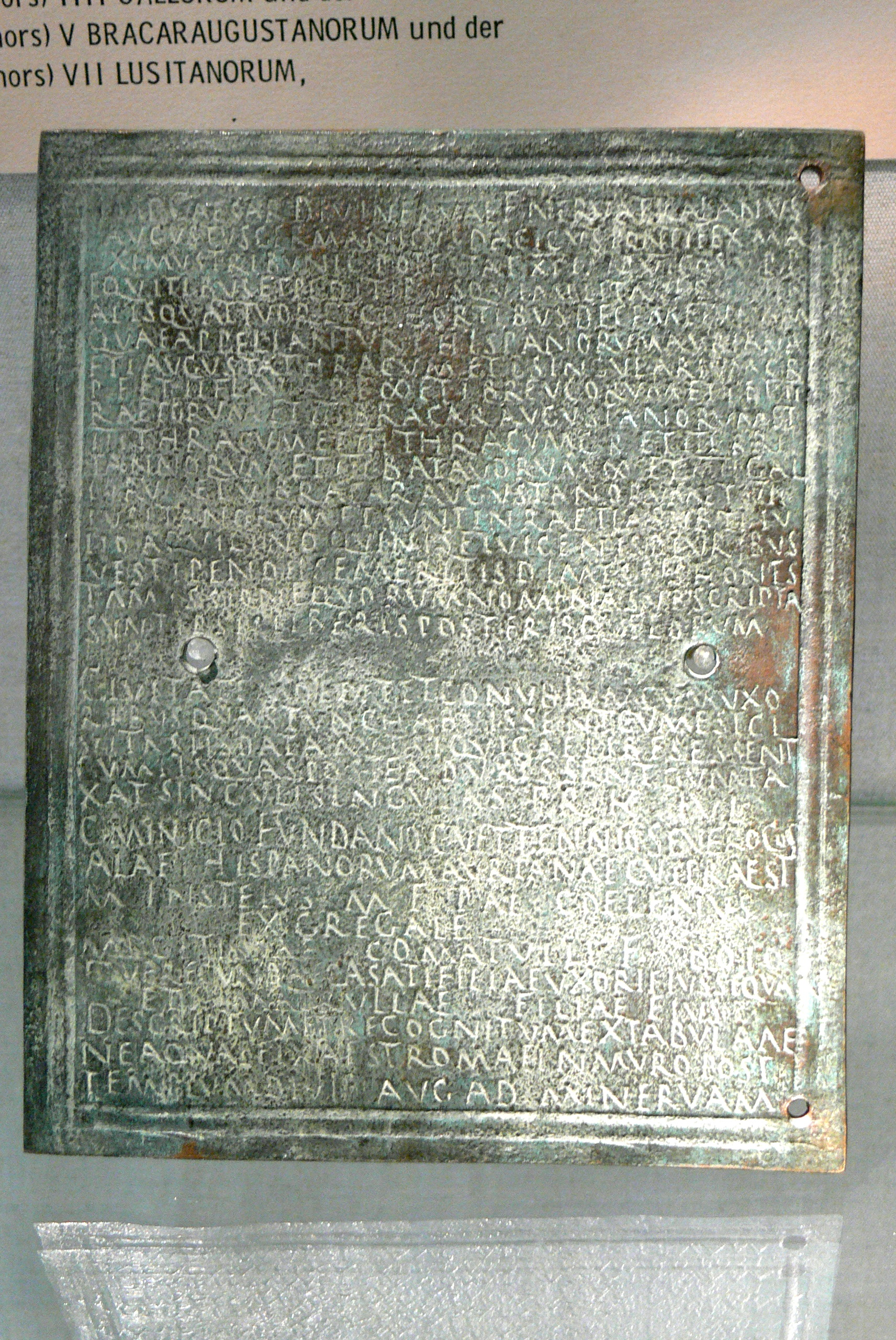
Das Militärdiplom des Mogetissa vom 30. Juni 107 n. Chr.

Die Cohors I Raetorum (deutsch 1. Kohorte der Räter) war eine römische Auxiliareinheit. Sie ist durch Militärdiplome, Inschriften und Ziegelstempel belegt.

## Namensbestandteile
- Cohors: Die Kohorte war eine Infanterieeinheit der Auxiliartruppen in der römischen Armee.

- I: Die römische Zahl steht für die Ordnungszahl die erste (lateinisch prima). Daher wird der Name dieser Militäreinheit als Cohors prima .. ausgesprochen.

- Raetorum: der Räter. Die Soldaten der Kohorte wurden bei Aufstellung der Einheit aus dem Volk der Räter auf dem Gebiet der römischen Provinz Raetia rekrutiert. Die Hilfstruppeneinheiten der Räter wurden laut Tacitus zu zwei verschiedenen Zeitpunkten aufgestellt: nach der Eroberung Raetiens um 15 v. Chr. sowie um 70 n. Chr. in Folge des Helvetieraufstands.[1]

- pia fidelis: loyal und treu. Der Zusatz kommt möglicherweise in einer Inschrift[2] und auf einem Ziegel[3] vor.

Da es keine Hinweise auf die Namenszusätze milliaria (1000 Mann) und equitata (teilberitten) gibt, ist davon auszugehen, dass es sich um eine Cohors quingenaria peditata, eine reine Infanterie-Kohorte, handelt. Die Sollstärke der Einheit lag bei 480 Mann, bestehend aus 6 Centurien mit jeweils 80 Mann.

## Geschichte
Die Kohorte war in der Provinz Raetia stationiert. Sie ist auf Militärdiplomen für die Jahre 107 bis 167/168 n. Chr. aufgeführt.
Die Kohorte wurde vermutlich um 70 aufgestellt. Der erste Nachweis der Einheit in Raetia beruht auf einem Diplom, das auf 107 datiert ist. In dem Diplom wird die Kohorte als Teil der Truppen (siehe Römische Streitkräfte in Raetia) aufgeführt, die in der Provinz stationiert waren. Weitere Diplome, die auf 116 bis 167/168 datiert sind, belegen die Einheit in derselben Provinz.

## Standorte
Standorte der Kohorte in Raetia waren möglicherweise:
- Kastell Schirenhof: eine Inschrift[7] und ein Ziegel[8] mit dem Stempel der Einheit wurden hier gefunden. Die Einheit war vermutlich von den 160ern bis zum Fall des Limes um 254 in Schirenhof stationiert.[1]
- Kleinkastell Freimühle: in diese nahe von Schirenhof gelegene Anlage, die von der Cohors I Raetorum errichtet wurde, könnte auch eine Abteilung dieser Kohorte detachiert worden sein.

## Angehörige der Kohorte
Folgende Angehörige der Kohorte sind bekannt.

### Kommandeure
| - []us Severus: er wird auf einem Diplom von 157 (RMD 3, 170) als Kommandeur genannt. - Gaius Caelius Martialis, ein Präfekt - Gaius Cassius Primus, ein Präfekt - Gaius Rasinius Tettianus, ein Präfekt | - Marcus Petronius Honoratus, ein Präfekt - M(arcus) Pon[tius] []tius, ein Präfekt (CIL 11, 3101) - Publius Besius Betuinianus Gaius Marius Memmius Sabinus, ein Präfekt |

### Sonstige
- [?]:[A 2] ein Diplom von 157 (RMD 3, 170) wurde für ihn ausgestellt.